# Одинцовский район
Одинцо́вский райо́н — упразднённая административно-территориальная единица (район) в Московской области РСФСР и современной России (1965—2019) и одноимённое бывшее муниципальное образование (муниципальный район, 2006—2019).
Образован в 1965 году. Упразднён в 2019 году.
5 февраля 2019 года Одинцовский муниципальный район прекратил своё существование, а все входившие в его состав сельские и городские поселения были объединены вместе с упразднённым городским округом Звенигорода в новое единое муниципальное образование — Одинцовский городской округ.
9 апреля 2019 года Одинцовский район и город областного подчинения Звенигород как административно-территориальные единицы области были упразднены, а вместо них образован новая административно-территориальная единица области — город областного подчинения Одинцово с административной территорией с переподчинением ему Звенигорода.
Административным центром был город Одинцово, который в 1965—2001 гг. не входил в состав района как город областного подчинения.

## География
Площадь района составляла 1289 км².

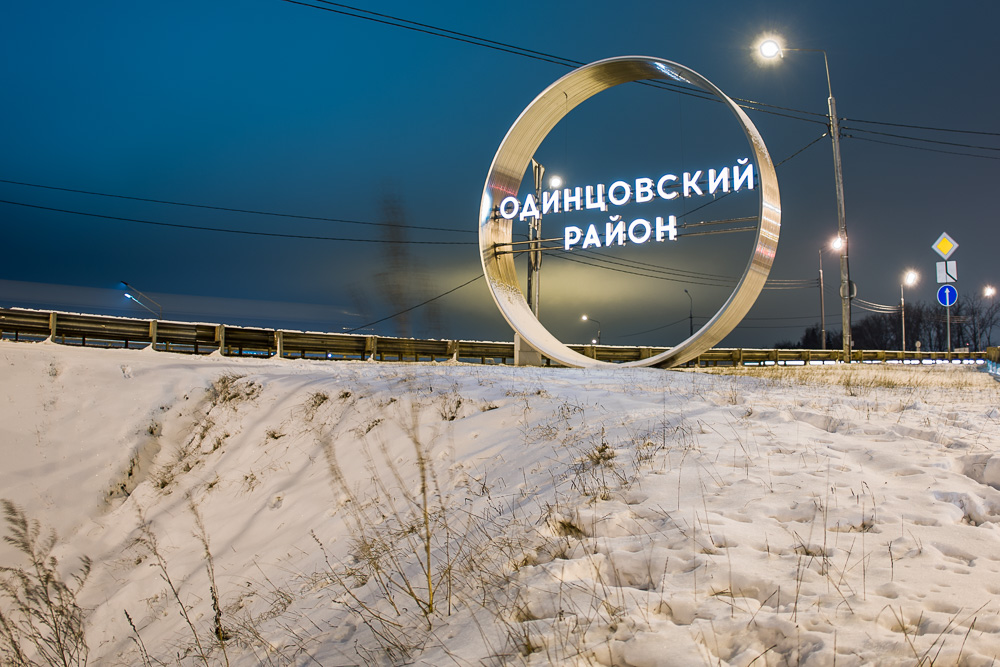
Стела при въезде в Одинцовский район

Район граничил с Москвой (Западный, Новомосковский и Троицкий административные округа), а также с городскими округами Московской области: Красногорск, Истра, Рузским, Наро-Фоминским. С юга также примыкает территория городского округа Краснознаменск (ЗАТО), со всех сторон территория Одинцовского района окружала городские округа Звенигород и Власиха (ЗАТО). До присоединения к Москве новых территорий граничил с Ленинским районом.

### Реки
Основной рекой являлась Москва, которая текла по территории района 90 км, пересекая его с запада на восток. Другими важными реками являлись её притоки Сетунь и ещё одна Сетунь, Вязёмка, Сторожка, Нахавня, Островня, Чаченка, Жуковка, Дубешня, Медвенка, Холявка и Малодельня. Также по территории района протекала река Нара, правда лишь на небольшом участке в 20 км, 8 из которых река составляет Нарские пруды, а также её приток Трасна. На территории района находился также исток притока Десны Незнайки.

### ООПТ
На территории района располагались несколько особо охраняемых природный территорий регионального значения:
1. Памятник природы «Леса Дороховского лесничества с комплексом гнёзд рыжих муравьёв»,
2. Памятник природы «Местообитание кортузы Маттиоли на выходах известняков в долине р. Москвы»,
3. Памятник природы «Асаковская колония серых цапель»,
4. Памятник природы «Нагорная дубрава „Улитинская“»,
5. Государственный природный заказник «Звенигородская биостанция МГУ и карьер Сима»,
6. Государственный природный заказник «Долина реки Сторожка»,
7. Памятник природы «Озеро Вельское с прилегающими лесами»,
8. Памятник природы «Мозжинский овраг».

А также несколько ООПТ местного значения:
1. Природный резерват «Озеро Палецкое»,
2. Природный резерват «Верховые болота лесных водоразделов рек Жуковка и Поноша»,
3. Природный рекреационный комплекс «Волковский берег»,
4. Природный резерват «Масловская лесная дача»,
5. Природный резерват «Долина реки Вязёмки»,
6. Природный резерват «Пойменный лес»,
7. Природный рекреационный комплекс «Подушкинский лес»,
8. Природный резерват «Хвойно-широколиственные леса водораздела рек Дубешни и Малодельни»,
9. Природный рекреационный комплекс «Козинская горка» (планируется к созданию),
10. Природный резерват «Озеро Рыбное — исток р. Вязёмки»,
11. Природный резерват «Аксиньинское болото»,
12. Природный рекреационный комплекс «Дубковский лес»,
13. Природный рекреационный комплекс «Леса Серебряноборского лесничества»,
14. Природный резерват «Побережье Нарских прудов — леса Верхненарской ложбины» (планируется к созданию),
15. Природный резерват «Лесные массивы бассейна реки Дубешни» (планируется к созданию).

Также на территорий расположен Мещерский природный парк (ранее известный как Баковский лесопарк).

## История
13 января 1965 года Указом Президиума Верховного совета РСФСР Звенигородский район переименован в Одинцовский, райцентром утвержден город Одинцово, при этом он был отнесён к категории городов областного подчинения (путём выведения из подчинения Звенигорода) и в сам район не вошёл.
В состав района первоначально вошли рабочий посёлок Голицыно; дачные посёлки Дубки, Жаворонки и Немчиновка; сельсоветы Аксиньинский, Акуловский, Барвихинский, Больше-Вязёмский, Введенский, Горский, Ершовский, Захаровский, Каринский, Кубинский, Ликинский, Мамоновский, Назарьевский, Наро-Осановский, Никольский, Новоивановский, Саввинский, Сидоровский, Улитинский, Успенский, Часцовский, Шараповский и Юдинский.
22 января 1965 года из Внуковского с/с Ленинского района в Мамоновский с/с Одинцовского района были переданы селения Глазынино, Губкино и Лесные Поляны.
27 декабря 1968 года был образован р.п. Кубинка. При этом упразднён Кубинский (все его населённые пункты переданы в подчинение рабочеу посёлку Кубинка) с/с. Тогда же были упразднены Акуловский и Улитинский (селения Дьяконово, Локотня, Михайловское, Улитино и Хотяжи были переданы в Каринский с/с, Власово, Никифоровское и Троицкое — в Никольский с/с, а Бушарино, Волково и Рязань — в Шараповский с/с) с/с. Образован д.п. Лесной Городок. Одновременно из Ершовского с/с во Введенский было передано селение Игнатьево, из Саввинского с/с в Шараповский — Луцино, Новое Шихово, Шихово и посёлок АН СССР, а из Краснооктябрьского с/с Рузского района в Никольский с/с Одинцовского района было передано селение Агафоново.
28 марта 1977 года на территории, переданной из Рузского района, был образован Крымский с/с. На следующий день был образован Волковский с/с.
3 февраля 1994 года сельсоветы были преобразованы в сельские округа.
1 февраля 2001 года город Одинцово утратил статус города областного подчинения и вошёл в состав района.
9 августа 2004 года образованы р.п. Большие Вязёмы, Заречье и Новоивановское. Д.п. Немчиновка был преобразован в сельский населённый пункт, а р.п. Голицыно и Кубинка получили статус города. 1 сентября д.п. Дубки был преобразован в сельский населённый пункт. 6 сентября та же участь постигла д.п. Жаворонки.
В 2005 году в ходе муниципальной реформы Одинцовский район получил статус муниципального образования (муниципального района) и был разделён на 16 самостоятельных муниципальных образований.
1 июля 2012 года в ходе реализации проекта расширения Москвы части территории четырёх поселений района (Барвихинское, Новоивановское, Успенское, Ершовское) были переданы Москве, образовав отдельные площадки Конезавод, ВТБ, Сколково, Рублёво-Архангельское (последняя — с частью из Красногорского района) ЗАО Москвы. В результате территория района включила новый крупный анклав, а некоторые поселения распались на две несвязанные части.
Первоначально в конце 2018 года все городские и сельские поселения Одинцовского муниципального района планировали объединить с городским округом Звенигорода в новое единое муниципальное образование — Одинцовский (Одинцово-Звенигородский) городской округ — к 10 января 2019 года, однако, позже, в середине декабря, согласно свидетельству «Новых известий», вопрос был снят с повестки дня Московской областной Думы, а 17 января 2019 года законопроект был вновь размещён на сайте Московской областной Думы и на заседании думы был принят сразу в трёх чтениях и утверждён законом 25 января 2019 года, вступившим в силу с 5 февраля 2019 года, когда и начало функционировать новое муниципальное образование — Одинцовский городской округ.
9 апреля 2019 года Одинцовский район и город областного подчинения Звенигород как административно-территориальные единицы области были упразднены, а вместо них образована новая административно-территориальная единица области — город областного подчинения Одинцово с административной территорией с переподчинением ему Звенигорода.

## Население
| 1970     | 1979     | 1989     | 2002     | 2006     | 2009     | 2010     |
| -------- | -------- | -------- | -------- | -------- | -------- | -------- |
| 131 426  | ↘130 469 | ↘129 343 | ↗286 033 | ↗286 132 | ↘285 708 | ↗316 696 |
| 2011     | 2012     | 2013     | 2014     | 2015     | 2016     | 2017     |
| ↘316 060 | →316 060 | ↗317 068 | ↗320 380 | ↗321 673 | ↘321 261 | ↘320 781 |
| 2018     | 2019     |          |          |          |          |          |
| ↘320 164 | ↘313 210 |          |          |          |          |          |

До 2017 года являлся самым населённым муниципальным районом в России, после чего уступил это звание Всеволожскому району Ленинградской области.

### Урбанизация
По переписи 2010 года население района составило 316 696 человек, в том числе городское — 211 543 чел. (66,8 %), сельское — 105 079 чел. (33,2 %).
На начало 2018 года городское население района (в 3 городах Одинцово, Голицыно, Кубинка и 4 пгт Большие Вязёмы, Заречье, Лесной Городок, Новоивановское) составило 211 807 человек (66,16 %).

## Общая карта
Легенда карты:
|  | Более 100 000 жителей |
|  | 10 000—30 000 жителей |
|  | 5000—10 000 жителей   |
|  | 2000—5000 жителей     |
|  | 1000—2000 жителей     |

## Муниципально-территориальное устройство
С января 2005 года до января 2019 гг. в Одинцовский муниципальный район входило 16 муниципальных образований — 7 городских и 9 сельских поселений:
| №        | Муниципальное образование | Административный центр         | Количество населённых пунктов | Население | Площадь, км2 |
| -------- | ------------------------- | ------------------------------ | ----------------------------- | --------- | ------------ |
| 1e-06    | Городские поселения:      |                                |                               |           |              |
| 1        | Большие Вязёмы            | рабочий посёлок Большие Вязёмы | 5                             | ↘14 635   | 23,10        |
| 2        | Голицыно                  | город Голицыно                 | 7                             | ↘18 173   | 55,67        |
| 3        | Заречье                   | рабочий посёлок Заречье        | 1                             | ↗11 361   | 2,57         |
| 4        | Кубинка                   | город Кубинка                  | 24                            | ↘23 395   | 225,20       |
| 5        | Лесной городок            | дачный посёлок Лесной Городок  | 4                             | ↘23 527   | 11,80        |
| 6        | Новоивановское            | рабочий посёлок Новоивановское | 5                             | ↘6363     | 38,39        |
| 7        | Одинцово                  | город Одинцово                 | 20                            | ↘143 227  | 64,24        |
| 7.000002 | Сельские поселения:       |                                |                               |           |              |
| 8        | Барвихинское              | деревня Барвиха                | 12                            | ↘7068     | 50,00        |
| 9        | Горское                   | посёлок Горки-2                | 6                             | ↘3751     | 26,50        |
| 10       | Ершовское                 | село Ершово                    | 46                            | ↘9069     | 305,00       |
| 11       | Жаворонковское            | село Жаворонки                 | 14                            | ↘8392     | 60,11        |
| 12       | Захаровское               | посёлок Летний Отдых           | 15                            | ↘5799     | 68,30        |
| 13       | Назарьевское              | посёлок Матвейково             | 14                            | ↘5015     | 46,52        |
| 14       | Никольское                | посёлок Старый Городок         | 30                            | ↘19 832   | 135,40       |
| 15       | Успенское                 | село Успенское                 | 14                            | ↘11 963   | 63,80        |
| 16       | Часцовское                | посёлок Часцы                  | 18                            | ↘7254     | 69,90        |

## Населённые пункты
В Одинцовский район с 2006 до 2019 гг. входили 235 населённых пунктов (3 города, 3 рабочих посёлка, 1 дачный посёлок, 55 посёлков, 29 сёл, 141 деревня и 3 хутора):
| №   | Населённый пункт                     | Тип             | Население | Бывшее муниципальное образование   |
| --- | ------------------------------------ | --------------- | --------- | ---------------------------------- |
| 1   | Абонентного ящика 001                | посёлок         | ↗27       | городское поселение Одинцово       |
| 2   | Авиаработников                       | посёлок         | ↘12       | городское поселение Кубинка        |
| 3   | Агафоново                            | деревня         | ↗8        | сельское поселение Никольское      |
| 4   | Аксиньино                            | село            | ↗159      | сельское поселение Ершовское       |
| 5   | Акулово                              | деревня         | ↗68       | городское поселение Кубинка        |
| 6   | Акулово                              | село            | ↗439      | городское поселение Одинцово       |
| 7   | Аляухово                             | деревня         | ↗6        | сельское поселение Захаровское     |
| 8   | Анашкино                             | деревня         | ↗13       | городское поселение Кубинка        |
| 9   | Анашкино                             | деревня         | ↘9        | сельское поселение Ершовское       |
| 10  | Андреевское                          | село            | ↘123      | сельское поселение Ершовское       |
| 11  | Андрианково                          | деревня         | ↘13       | сельское поселение Ершовское       |
| 12  | Аниково                              | деревня         | ↘48       | сельское поселение Никольское      |
| 13  | Асаково                              | деревня         | ↘20       | городское поселение Кубинка        |
| 14  | Базы отдыха «Солнечная поляна»       | посёлок         | ↘266      | сельское поселение Никольское      |
| 15  | Базы отдыха ВТО                      | посёлок         | ↗36       | сельское поселение Никольское      |
| 16  | Барвиха                              | посёлок         | ↘4093     | сельское поселение Барвихинское    |
| 17  | Барвиха                              | деревня         | ↗354      | сельское поселение Барвихинское    |
| 18  | Белозёрово                           | деревня         | ↗14       | сельское поселение Никольское      |
| 19  | Биостанции                           | посёлок         | ↘17       | сельское поселение Никольское      |
| 20  | Богачево                             | деревня         | ↗11       | сельское поселение Часцовское      |
| 21  | Болтино                              | деревня         | ↘4        | городское поселение Кубинка        |
| 22  | Большие Вязёмы                       | рабочий посёлок | ↘15 105   | городское поселение Большие Вязёмы |
| 23  | Большое Сареево                      | деревня         | ↗200      | сельское поселение Горское         |
| 24  | Борки                                | деревня         | ↗343      | сельское поселение Успенское       |
| 25  | Бородки                              | деревня         | ↗189      | городское поселение Лесной городок |
| 26  | Брехово                              | деревня         | ↗41       | сельское поселение Часцовское      |
| 27  | Бузаево                              | деревня         | ↗120      | сельское поселение Успенское       |
| 28  | Бутынь                               | деревня         | ↗180      | городское поселение Голицыно       |
| 29  | Бушарино                             | деревня         | ↗16       | сельское поселение Никольское      |
| 30  | Введенское                           | село            | ↘237      | сельское поселение Захаровское     |
| 31  | Ветка Герцена                        | посёлок         | ↗9        | сельское поселение Часцовское      |
| 32  | Власово                              | деревня         | →6        | сельское поселение Никольское      |
| 33  | ВНИИССОК                             | посёлок         | ↗17 597   | городское поселение Лесной городок |
| 34  | Волково                              | деревня         | ↗18       | сельское поселение Никольское      |
| 35  | Вырубово                             | деревня         | ↗204      | городское поселение Одинцово       |
| 36  | Гарь-Покровское                      | посёлок         | ↗1565     | сельское поселение Часцовское      |
| 37  | Гигирево                             | деревня         | ↘292      | сельское поселение Никольское      |
| 38  | Глазынино                            | деревня         | ↗173      | городское поселение Одинцово       |
| 39  | Голицыно                             | город           | ↘22 861   | городское поселение Голицыно       |
| 40  | Горбольницы № 45                     | посёлок         | ↘624      | сельское поселение Захаровское     |
| 41  | Горбуново                            | деревня         | ↘10       | сельское поселение Ершовское       |
| 42  | Горки-10                             | посёлок         | ↗8911     | сельское поселение Успенское       |
| 43  | Горки-2                              | посёлок         | ↗3631     | сельское поселение Горское         |
| 44  | Горловка                             | деревня         | ↘42       | городское поселение Большие Вязёмы |
| 45  | Горышкино                            | деревня         | ↗170      | сельское поселение Назарьевское    |
| 46  | Грязь                                | деревня         | ↗131      | сельское поселение Ершовское       |
| 47  | Губкино                              | деревня         | ↗150      | городское поселение Одинцово       |
| 48  | Дарьино                              | деревня         | ↗496      | сельское поселение Назарьевское    |
| 49  | Дачного хозяйства «Жуковка»          | посёлок         | ↗268      | сельское поселение Барвихинское    |
| 50  | Дачный КГБ                           | посёлок         | →23       | сельское поселение Часцовское      |
| 51  | Дома отдыха «Ершово»                 | посёлок         | ↘93       | сельское поселение Ершовское       |
| 52  | Дома отдыха «Караллово»              | посёлок         | ↘13       | сельское поселение Ершовское       |
| 53  | Дома отдыха МПС «Берёзка»            | посёлок         | ↘0        | городское поселение Одинцово       |
| 54  | Дома отдыха «Огарёво»                | посёлок         | ↘233      | сельское поселение Барвихинское    |
| 55  | Дома отдыха «Озёра»                  | посёлок         | ↗228      | городское поселение Одинцово       |
| 56  | Дома отдыха «Покровское»             | посёлок         | ↘249      | сельское поселение Часцовское      |
| 57  | Дома отдыха «Успенское»              | посёлок         | ↘4        | сельское поселение Успенское       |
| 58  | Дубки                                | посёлок         | ↗435      | городское поселение Кубинка        |
| 59  | Дубки                                | село            | ↗516      | городское поселение Лесной городок |
| 60  | Дубцы                                | деревня         | ↗117      | сельское поселение Успенское       |
| 61  | Дунино                               | деревня         | ↗255      | сельское поселение Успенское       |
| 62  | Дьяконово                            | деревня         | ↘11       | сельское поселение Ершовское       |
| 63  | Дютьково                             | деревня         | ↗26       | городское поселение Кубинка        |
| 64  | Дяденьково                           | деревня         | →1        | сельское поселение Ершовское       |
| 65  | Ерёмино                              | деревня         | ↗95       | городское поселение Кубинка        |
| 66  | Ершово                               | село            | ↗3323     | сельское поселение Ершовское       |
| 67  | Жаворонки                            | село            | ↗5979     | сельское поселение Жаворонковское  |
| 68  | Жуковка                              | деревня         | ↗489      | сельское поселение Барвихинское    |
| 69  | Завязово                             | деревня         | ↗3        | сельское поселение Ершовское       |
| 70  | Зайцево                              | деревня         | ↘81       | сельское поселение Жаворонковское  |
| 71  | Заречье                              | рабочий посёлок | ↗11 361   | городское поселение Заречье        |
| 72  | Заречье                              | посёлок         | ↗109      | сельское поселение Успенское       |
| 73  | Захарово                             | деревня         | ↗270      | сельское поселение Захаровское     |
| 74  | Знаменское                           | село            | ↗341      | сельское поселение Горское         |
| 75  | Ивановка                             | деревня         | ↘46       | сельское поселение Ершовское       |
| 76  | Ивано-Константиновское               | деревня         | ↗11       | сельское поселение Ершовское       |
| 77  | Иваньево                             | деревня         | ↘76       | сельское поселение Ершовское       |
| 78  | Ивашково                             | деревня         | ↘47       | сельское поселение Ершовское       |
| 79  | Ивонино                              | деревня         | ↗25       | сельское поселение Часцовское      |
| 80  | Иглово                               | деревня         | ↘4        | сельское поселение Ершовское       |
| 81  | Измалково                            | деревня         | ↗142      | городское поселение Одинцово       |
| 82  | Института физики атмосферы (ИФА РАН) | посёлок         | ↘391      | сельское поселение Никольское      |
| 83  | Иславское                            | село            | ↗328      | сельское поселение Успенское       |
| 84  | Калчуга                              | деревня         | ↗61       | сельское поселение Барвихинское    |
| 85  | Капань                               | деревня         | ↗24       | городское поселение Кубинка        |
| 86  | Каринское                            | село            | ↘1613     | сельское поселение Ершовское       |
| 87  | Кезьмино                             | деревня         | ↗6        | сельское поселение Ершовское       |
| 88  | Клин                                 | посёлок         | ↗6        | сельское поселение Никольское      |
| 89  | Клопово                              | деревня         | ↗54       | сельское поселение Захаровское     |
| 90  | Кобяково                             | деревня         | ↘225      | городское поселение Голицыно       |
| 91  | Кобяково                             | деревня         | ↘86       | сельское поселение Захаровское     |
| 92  | Козино                               | село            | ↘102      | сельское поселение Ершовское       |
| 93  | Конезавода                           | посёлок         | ↗1445     | сельское поселение Успенское       |
| 94  | Красные Всходы                       | деревня         | ↘5        | сельское поселение Ершовское       |
| 95  | Красный Октябрь                      | посёлок         | ↘1        | городское поселение Одинцово       |
| 96  | Криуши                               | посёлок         | ↗11       | сельское поселение Никольское      |
| 97  | Крутицы                              | деревня         | ↘73       | городское поселение Кубинка        |
| 98  | Крымское                             | село            | ↘23       | городское поселение Кубинка        |
| 99  | Крюково                              | деревня         | ↘177      | сельское поселение Жаворонковское  |
| 100 | Кубинка                              | город           | ↗23 472   | городское поселение Кубинка        |
| 101 | Лайково                              | село            | ↗203      | сельское поселение Горское         |
| 102 | Лапино                               | деревня         | ↗260      | сельское поселение Назарьевское    |
| 103 | Ларюшино                             | деревня         | ↘26       | сельское поселение Ершовское       |
| 104 | Лесной Городок                       | дачный посёлок  | ↘14 701   | городское поселение Лесной городок |
| 105 | Летний Отдых                         | посёлок         | ↗3276     | сельское поселение Захаровское     |
| 106 | Ликино                               | деревня         | ↘1621     | сельское поселение Жаворонковское  |
| 107 | Липки                                | деревня         | ↗105      | сельское поселение Ершовское       |
| 108 | Локотня                              | село            | ↘30       | сельское поселение Ершовское       |
| 109 | Лохино                               | деревня         | ↗166      | городское поселение Одинцово       |
| 110 | Лохинский 2-й                        | посёлок         | ↘10       | городское поселение Одинцово       |
| 111 | Луговая                              | посёлок         | →17       | сельское поселение Часцовское      |
| 112 | Луцино                               | село            | ↗175      | сельское поселение Никольское      |
| 113 | Лызлово                              | деревня         | ↗80       | сельское поселение Горское         |
| 114 | Ляхово                               | деревня         | ↘19       | городское поселение Кубинка        |
| 115 | Малое Сареево                        | деревня         | ↗59       | сельское поселение Горское         |
| 116 | Малые Вязёмы                         | деревня         | ↗4778     | городское поселение Большие Вязёмы |
| 117 | Мамоново                             | деревня         | ↗765      | городское поселение Одинцово       |
| 118 | Мартьяново                           | деревня         | →6        | сельское поселение Никольское      |
| 119 | Марфино                              | деревня         | ↗279      | городское поселение Новоивановское |
| 120 | Марьино                              | деревня         | ↗86       | сельское поселение Захаровское     |
| 121 | Маслово                              | деревня         | ↗72       | сельское поселение Успенское       |
| 122 | Матвейково                           | деревня         | ↗92       | сельское поселение Назарьевское    |
| 123 | Матвейково                           | посёлок         | ↘146      | сельское поселение Назарьевское    |
| 124 | Митькино                             | деревня         | ↗113      | сельское поселение Жаворонковское  |
| 125 | Михайловское                         | село            | ↗40       | сельское поселение Ершовское       |
| 126 | Мозжинка                             | посёлок         | ↘23       | сельское поселение Ершовское       |
| 127 | Молоденово                           | деревня         | ↘68       | сельское поселение Назарьевское    |
| 128 | Москворецкого леспаркхоза            | посёлок         | ↗54       | городское поселение Одинцово       |
| 129 | Назарьево                            | деревня         | ↗79       | сельское поселение Назарьевское    |
| 130 | Назарьево                            | посёлок         | ↗2625     | сельское поселение Назарьевское    |
| 131 | Наро-Осаново                         | деревня         | ↗47       | городское поселение Кубинка        |
| 132 | Немчиновка                           | село            | ↗12 648   | городское поселение Одинцово       |
| 133 | Немчиново                            | деревня         | ↘329      | городское поселение Новоивановское |
| 134 | НИИ Радио                            | посёлок         | ↗237      | городское поселение Голицыно       |
| 135 | Никифоровское                        | деревня         | ↘8        | сельское поселение Никольское      |
| 136 | Николина Гора                        | посёлок         | 509       | сельское поселение Успенское       |
| 137 | Никольское                           | деревня         | ↗87       | сельское поселение Назарьевское    |
| 138 | Никольское                           | село            | ↗213      | сельское поселение Никольское      |
| 139 | Никонорово                           | хутор           | ↗38       | городское поселение Одинцово       |
| 140 | Новоалександровка                    | деревня         | ↗8        | сельское поселение Ершовское       |
| 141 | Новодарьино                          | деревня         | ↗95       | сельское поселение Назарьевское    |
| 142 | Новоивановское                       | рабочий посёлок | ↗13 269   | городское поселение Новоивановское |
| 143 | Новошихово                           | деревня         | ↗43       | сельское поселение Никольское      |
| 144 | Новый Городок                        | посёлок         | ↘5734     | сельское поселение Никольское      |
| 145 | Носоново                             | деревня         | ↗8        | сельское поселение Ершовское       |
| 146 | Одинцово                             | город           | ↗187 301  | городское поселение Одинцово       |
| 147 | Одинцовский                          | хутор           | ↘68       | городское поселение Одинцово       |
| 148 | Октябрьский                          | посёлок         | ↗5        | городское поселение Голицыно       |
| 149 | Осоргино                             | деревня         | ↗458      | сельское поселение Жаворонковское  |
| 150 | Палицы                               | деревня         | ↗52       | сельское поселение Ершовское       |
| 151 | Папушево                             | деревня         | ↗46       | сельское поселение Назарьевское    |
| 152 | Переделки                            | деревня         | ↗158      | городское поселение Одинцово       |
| 153 | Перхушково                           | село            | ↘465      | сельское поселение Жаворонковское  |
| 154 | Пестово                              | деревня         | ↘11       | сельское поселение Никольское      |
| 155 | Петелино                             | деревня         | ↗40       | сельское поселение Часцовское      |
| 156 | Подлипки                             | деревня         | ↘127      | городское поселение Кубинка        |
| 157 | Подсобного хозяйства МК КПСС         | посёлок         | ↘232      | сельское поселение Захаровское     |
| 158 | Подушкино                            | деревня         | ↘259      | сельское поселение Барвихинское    |
| 159 | Покровский Городок                   | посёлок         | ↘749      | сельское поселение Часцовское      |
| 160 | Покровское                           | посёлок         | ↗245      | сельское поселение Часцовское      |
| 161 | Покровское                           | село            | ↘39       | сельское поселение Часцовское      |
| 162 | Покровское                           | деревня         | ↘1        | сельское поселение Ершовское       |
| 163 | Полушкино                            | деревня         | ↘69       | городское поселение Кубинка        |
| 164 | Пронское                             | деревня         | ↗34       | сельское поселение Никольское      |
| 165 | Путевой машинной станции-4           | посёлок         | ↗499      | сельское поселение Часцовское      |
| 166 | Раево                                | деревня         | ↗11       | сельское поселение Часцовское      |
| 167 | Раздоры                              | деревня         | ↘89       | сельское поселение Барвихинское    |
| 168 | Репище                               | деревня         | ↘37       | городское поселение Кубинка        |
| 169 | Рождественно                         | деревня         | ↗411      | сельское поселение Барвихинское    |
| 170 | Рожновка                             | хутор           | ↗15       | сельское поселение Жаворонковское  |
| 171 | Ромашково                            | село            | ↗1004     | городское поселение Одинцово       |
| 172 | Рыбокомбината «Нара»                 | посёлок         | ↘209      | городское поселение Кубинка        |
| 173 | Рыбушкино                            | деревня         | ↘67       | сельское поселение Ершовское       |
| 174 | Рязань                               | деревня         | ↘21       | сельское поселение Никольское      |
| 175 | Саввинская Слобода                   | село            | ↘1239     | сельское поселение Ершовское       |
| 176 | Сальково                             | деревня         | ↗75       | сельское поселение Захаровское     |
| 177 | Санатория им. В. П. Чкалова          | посёлок         | ↘20       | сельское поселение Никольское      |
| 178 | Санатория им. Герцена                | посёлок         | ↗3259     | сельское поселение Никольское      |
| 179 | Сватово                              | деревня         | ↗20       | сельское поселение Ершовское       |
| 180 | Сельская Новь                        | деревня         | ↘111      | сельское поселение Жаворонковское  |
| 181 | Семенково                            | деревня         | ↗61       | сельское поселение Назарьевское    |
| 182 | Сергиево                             | деревня         | ↗46       | сельское поселение Ершовское       |
| 183 | Сетунь Малая                         | деревня         | ↗69       | городское поселение Новоивановское |
| 184 | Сивково                              | деревня         | ↗46       | городское поселение Голицыно       |
| 185 | Сидоровское                          | село            | ↗125      | городское поселение Голицыно       |
| 186 | Синьково                             | деревня         | ↗61       | сельское поселение Ершовское       |
| 187 | Скоково                              | деревня         | ↘24       | сельское поселение Ершовское       |
| 188 | Сколково                             | деревня         | ↗405      | городское поселение Новоивановское |
| 189 | Скоротово                            | деревня         | ↘94       | сельское поселение Захаровское     |
| 190 | Солманово                            | деревня         | ↗173      | сельское поселение Жаворонковское  |
| 191 | Солослово                            | деревня         | ↗327      | сельское поселение Назарьевское    |
| 192 | Сосны                                | посёлок         | ↗1501     | сельское поселение Успенское       |
| 193 | Софьино                              | деревня         | ↗9        | городское поселение Кубинка        |
| 194 | Спасское                             | деревня         | →9        | сельское поселение Ершовское       |
| 195 | Станции 192-й км                     | посёлок станции | ↘15       | сельское поселение Никольское      |
| 196 | Станция Петелино                     | посёлок         | ↗2        | сельское поселение Часцовское      |
| 197 | Станция Сушкинская                   | посёлок         | ↘0        | сельское поселение Часцовское      |
| 198 | Старый Городок                       | посёлок         | ↗8313     | сельское поселение Никольское      |
| 199 | Супонево                             | деревня         | ↗108      | сельское поселение Ершовское       |
| 200 | Сурмино                              | деревня         | →76       | сельское поселение Ершовское       |
| 201 | Таганьково                           | деревня         | ↗294      | сельское поселение Назарьевское    |
| 202 | Татарки                              | деревня         | ↗68       | сельское поселение Часцовское      |
| 203 | Тимохово                             | деревня         | ↗3        | сельское поселение Захаровское     |
| 204 | Торхово                              | деревня         | ↘0        | сельское поселение Ершовское       |
| 205 | Трёхгорка                            | посёлок         | ↗128      | городское поселение Одинцово       |
| 206 | Троицкое                             | село            | ↗51       | сельское поселение Никольское      |
| 207 | Трубачеевка                          | деревня         | ↗339      | сельское поселение Жаворонковское  |
| 208 | Труфановка                           | деревня         | ↘9        | городское поселение Кубинка        |
| 209 | Уборы                                | село            | ↘195      | сельское поселение Успенское       |
| 210 | Угрюмово                             | деревня         | ↗15       | городское поселение Кубинка        |
| 211 | Улитино                              | деревня         | ↘94       | сельское поселение Ершовское       |
| 212 | Усово                                | село            | ↘190      | сельское поселение Барвихинское    |
| 213 | Усово-Тупик                          | посёлок         | ↗1223     | сельское поселение Барвихинское    |
| 214 | Успенское                            | село            | ↗449      | сельское поселение Успенское       |
| 215 | Устье                                | деревня         | ↘43       | сельское поселение Ершовское       |
| 216 | Фуньково                             | деревня         | ↗1204     | сельское поселение Ершовское       |
| 217 | Хаустово                             | деревня         | ↘28       | сельское поселение Ершовское       |
| 218 | Хлюпино                              | деревня         | ↗1512     | сельское поселение Захаровское     |
| 219 | Хлюпинского лесничества              | посёлок         | ↗69       | сельское поселение Захаровское     |
| 220 | Хомяки                               | деревня         | ↘16       | городское поселение Кубинка        |
| 221 | Хотяжи                               | деревня         | ↘6        | сельское поселение Ершовское       |
| 222 | Чапаевка                             | деревня         | ↗290      | сельское поселение Никольское      |
| 223 | Часцы                                | посёлок         | ↗6264     | сельское поселение Часцовское      |
| 224 | Чигасово                             | деревня         | ↘38       | сельское поселение Захаровское     |
| 225 | Чупряково                            | деревня         | ↗2107     | городское поселение Кубинка        |
| 226 | Шараповка                            | деревня         | ↘26       | городское поселение Большие Вязёмы |
| 227 | Шарапово                             | село            | ↘1554     | сельское поселение Никольское      |
| 228 | Шульгино                             | деревня         | ↗421      | сельское поселение Барвихинское    |
| 229 | Щедрино                              | деревня         | ↗288      | сельское поселение Жаворонковское  |
| 230 | Юдино                                | село            | ↘1271     | сельское поселение Жаворонковское  |
| 231 | Ягунино                              | деревня         | ↗1274     | сельское поселение Ершовское       |
| 232 | Якшино                               | деревня         | ↗13       | городское поселение Кубинка        |
| 233 | Ямищево                              | деревня         | ↗128      | сельское поселение Жаворонковское  |
| 234 | Ямщина                               | деревня         | ↗141      | городское поселение Большие Вязёмы |
| 235 | Ястребки                             | деревня         | ↗52       | сельское поселение Никольское      |

## Экономика
Основные виды промышленной продукции: автобусы, насосы, электроводонагреватели, лакокрасочные материалы, огнеупорные изделия, строительные материалы, товары культурно-бытового назначения и продукты питания.
Наиболее крупные предприятия:
- 121-й Авиаремонтный завод МО РФ
- «Голицынский автобусный завод» (до 2014 года выпускал автобусы высокого класса на базе «Мерседес-Бенц», «Скания», «ЛиАЗ», сейчас выпускает сельскохозяйственную технику. Производство автобусов из Голицына было переведено на ЛиАЗ.)
- «Одинцовский машиностроительный завод» (башенные краны)
- «ВАРО Групп» (Производство наружной рекламы, вентилируемых фасадов, 3D обработка)
- «Голицынский керамический завод»
- Голицынский кирпичный завод
- «Стройиндустрия» (стеновые панели для многоэтажных домов)
- «Стромремонтналадка» (изделия из ПВХ)
- «Одинцовская кондитерская фабрика»
- Фабрика «Золотые купола» (кофе)
- «Красная линия» (химикаты)
- ЗАО «Петелинская птицефабрика»
- ЗАО «Агрокомплекс Горки-2» (сельскохозяйственная продукция, молоко)
- ООО «Одинцовская управляющая компания» (ЖКХ)
- ООО «АС-Маркет» (дистрибуция)

## Транспорт

### Автомобильный транспорт
По району проходят автодороги федерального значения: автомобильная дорога «Беларусь» (Москва — Минск) М1, Можайское шоссе А100, Рублёво-Успенское шоссе А105, Подушкинское шоссе, Красногорское шоссе, 1-е и 2-е Успенское шоссе, Московское малое кольцо А107.

### Автобусные маршруты
Множество автобусных маршрутов, обслуживаемых Одинцовским ПАТП, а также коммерческими перевозчиками, соединяют населённые пункты Одинцовского района с районным центром:
- № 33 ст. Одинцово — Лесной городок — платф. Жаворонки (через Акулово, ВНИИССОК, Бородки, Лесной городок, Зайцево, Ликино) Обслуживается ООО КАП.[41]
- № 36 ст. Одинцово — Уборы (через Власиху, Лайково, Большое и Малое Сареево, Горки-2, Калчугу, Усово-Тупик, Жуковку, Ильинское, Петрово-Дальнее, Грибаново и Уборы)[42]
- № 37 ст. Одинцово — Жуковка — Ильинское (через Подушкино, ст. Барвиха, Усово-Тупик, Жуковку и Ильинское)[43]
- № 46 ст. Одинцово — Власиха (Почта)[44], также есть рейсы до пл. Перхушково. Совместное обслуживание Одинцовским ПАТП и ООО "Ранд-Транс"(по субподряду)
- № 49 ст. Одинцово — Ликино — Жаворонки (через Акулово, ВНИИССОК, Бородки, Лесной Городок, Зайцево, Ликино, ст. Жаворонки). Совместное обслуживание Одинцовским ПАТП и ООО "Автолюкс-3"[45]
- № 50 ст. Одинцово — Звенигород (кв. им. Маяковского) (ст. Одинцово, Акулово, Дубки, Юдино, Крюково, Перхушково, Малые Вязёмы, Большие Вязёмы, Захарово, Хлюпино, Введенское, ст. Звенигород)[46]
- № 55 ст. Одинцово — Горки-10 (через Успенское). Обслуживает ИП Шаталов.
- № 56 ст. Одинцово — Горки-10 (через Дарьино, Семенково, Молоденово). Обслуживает ИП Шаталов.
- № 58 ст. Одинцово(магазин Наташа)- г. Краснознаменск (через Внуково (26-й км), Лесной Городок, пов. на Зайцево/Здравницу, Ликино, пов. на Жаворонки/Крёкшино).  Обслуживается ООО "Аврора".
- № 78 ст. Одинцово — Акулово — Дубки — Юдино — Перхушково — Власиха (мкр-н «Школьный»).  Обслуживается ООО "Аврора".
- № 80 ст. Одинцово (магазин Наташа) — ст. Кубинка (через Внуково (26-й км), Лесной Городок, пов. на Зайцево/Здравницу, Ликино, пов. на Жаворонки/Крёкшино, пов. на Краснознаменск, Голицыно, Бутынь, пов. на Петелино, пов. на Сосновку). Обслуживается ООО КАП.  Работает только в будние дни.
- № 81(с 1.01.2018-социальный) ст. Одинцово — ст. Жаворонки — Назарьево. Обслуживается ООО "Автолюкс-3"
- № 103 ст. Одинцово — г. Краснознаменск (через Отрадное, ГАИ, Внуково (26-й км), Лесной Городок, пов. на Зайцево/Здравницу, Ликино, пов. на Жаворонки/Крёкшино). Обслуживается ООО "Аврора".
- № 1043 (бывший 43) ст. Одинцово — Аэропорт Внуково (через ст. Внуково, Изварино, Ликову, Аэропорт Внуково)[47]
- № 1044 (бывший 30) ст. Одинцово — Сосны (через Акулово, Дубки, Лапино, Новодарьино, Сосны, Николину Гору, Маслово, Уборы)[48]
- № 1054 (бывший 54) ст. Одинцово — Николина гора — Звенигород (кв. им. Маяковского; через ст. Одинцово, Акулово, Дубки, пл. Перхушково, Лапино, Новодарьино, Николину Гору, Аксиньино, Синьково, Мозжинку)[49].
- № 1055 (бывший 39) ст. Одинцово — ст. Голицыно (по Можайскому шоссе через Акулово, Юдино, Крюково, Перхушково, ст. Жаворонки, Малые Вязёмы, Большие Вязёмы)[50].
- № 1056 (бывший 21) ст. Одинцово — Заречье (по Можайскому шоссе, Минскому шоссе, МКАД и Сколковскому шоссе). Обслуживается ООО "Ранд-Транс" по субподряду[51].

#### Маршруты Мосгортранса
- № 205 Улица Довженко — Совхоз «Заречье» (также есть рейсы до Торгового центра «ЭлитСтройМатериалы»);
- № 883 Метро «Озёрная» — «Метро Говорово» (через Торговый центр «ЭлитСтройМатериалы» и Посёлок Мещёрский; ранее следовал по маршруту Метро «Филёвский парк» — Торговый центр «ЭлитСтройМатериалы»). Маршрут обслуживается микроавтобусами.

#### Маршруты Мострансавто и прочими автотранспортными компаниями, бывшими во владении ГУП Мосгортранс, а также прочими маршрутами МО
- № 139 Метро «Филёвский парк» — Новая Трёхгорка (с 1.10.2014 по 31.12.2015 данный маршрут обслуживался только ООО «Попутчик» без предоставления льгот, с 1.01.2016 по 31.12.2016 обслуживался ИП Ухановым (со льготами), с 1.01.2017, сохранив статус, был передан в ООО «Ранд-Транс» (как субподряд Одинцовского ПАТП), с 1 января 2019 года обслуживается ООО «Старттранс».
- № 477 Новая Трёхгорка — Киевский вокзал (Одинцовское ПАТП, фактически обслуживалась до февраля 2018 года ООО "Аврора", теперь ООО "Ранд-Транс"), обслуживаемая микроавтобусами с предоставлением льгот;
- № 519к (бывш. 818Э; на табло обозначался как Sk) Метро «Славянский бульвар» — Парковка Р-3 Инновационного Центра «Сколково» (без льгот);
- № 523 Метро «Кутузовская» — Инновационный Центр «Сколково» (с разворотом на Дорогомиловской заставе; без льгот).
- № 818 Метро «Филёвский парк» — Международный университет (с 1.10.2014, с 1.01.2015 передан в Одинцовское ПАТП, с 1.01.2017 был усилен выходами от ООО «Ранд-Транс». С 1 января 2019 года обслуживается ООО «Старттранс»).
- № 867 Метро «Молодёжная» — Инновационный Центр «Сколково» (до лета 2018 года следовал по трассе Улица Герасима Курина — Немчиново — ИЦ «Сколково»). С 01.01.2015 маршрут передан в Одинцовское ПАТП (МТА). С 1.01.2017 дополнительно усилен выходами от ООО «Ранд-Транс», ныне — полностью обслуживается ООО «Ранд-Транс».

### Железнодорожный транспорт
По территории Одинцовского района проходят железная дорога Белорусского направления (от Москвы до платформы Санаторная с ответвлениями на Звенигород и Усово), участок Большого кольца Московской железной дороги (от платформы 177 км до станции Акулово), а также небольшой участок железной дороги Киевского направления со станцией Лесной Городок.
В Одинцовском районе расположены следующие остановочные пункты железной дороги:

| основной ход Смоленского направления: - Немчиновка - Трёхгорка - Баковка - Одинцово - Отрадное - Пионерская - Перхушково - Здравница - Жаворонки - Дачное - Малые Вязёмы - Голицыно - Сушкинская - Петелино - Часцовская - Портновская - Кубинка-1 - Чапаевка - Полушкино - Санаторная | ответвление на Усово (Смоленское направление): - Ромашково - Раздоры - Барвиха - Ильинское - Усово ответвление на Звенигород (Смоленское направление): - Захарово - Хлюпино - Скоротово | Большое кольцо Московской железной дороги: - 177 километр - 183 километр - Дюдьково - 190 километр - 192 километр - Ястребки - 199 километр - Кубинка-2 - Кубинка-1 - 211 км - 214 км - Акулово |

: основной ход Киевского направления:
- Лесной Городок

### Авиатранспорт
В районе города Кубинка — военный аэродром.

## Наука, образование
- На территории Одинцовского района Московской области располагается две обсерватории с кодом Центра Малых Планет: Обсерватория Первой московской гимназии и Звенигородская обсерватория.
- Одинцовский Гуманитарный Институт.

## Достопримечательности
- Бронетанковый музей в Кубинке

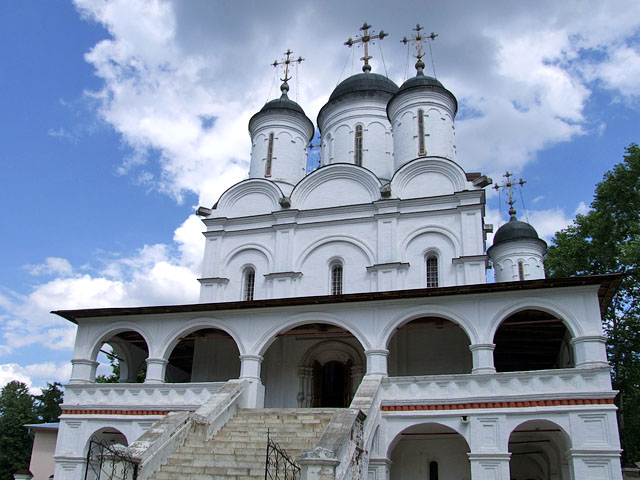
Спасо-Преображенский собор в усадьбе Вязёмы

- Храм Гребневской иконы Божией Матери (1802, Одинцово)
- Историко-литературный государственный музей-заповедник А. С. Пушкина
  - Усадьба Вязёмы со Спасо-Преображенским собором
  - Усадьба Захарово
- Резиденция президента России «Ново-Огарёво»
- Резиденция председателя Правительства России «Горки-9»
- Собор святого великомученика Георгия Победоносца (Одинцово)
- Усадьба Майендорф
- Дом-музей Бориса Пастернака
- Музей-усадьба писателя Михаила Пришвина — Дунино
- Юдинское кладбище
- Одинцовский историко-краеведческий музей
- Галерея «Дача»
- Галерея Долининой
- Спортивный парк отдыха имени Героя России Ларисы Лазутиной
- Военно-патриотический парк культуры и отдыха «Патриот»

## Археологические памятники
Близ деревень Подушкино, Горышкино и Таганьково находятся крупнейшие в Подмосковье языческие некрополи вятичей. Курганный могильник Дарьино-1 XII—XIII веков располагался в 1 км к северо-западу от деревни Дарьино на правом берегу реки Слезня. В курганах обнаружены остатки мужских и женских погребений по обряду трупоположения на материке с западной ориентировкой умерших.
Городища:
- Барвихинское (начало 1-го тысячелетия — V—VII вв.) у посёлка Барвиха, на левом берегу р. Самынки;
- Бушаринское (I—VII вв.) у деревни Бушарино, на правом берегу р. Сетуни;
- Дунинское (начало первого тысячелетия — V—VII вв.) у деревни Дунино, на правом берегу р. Москвы.

## Почётные граждане
- Виктор Григорьевич Куренцов (1941-2021) — советский тяжелоатлет, заслуженный мастер спорта СССР, 6-кратный чемпион мира, 7-кратный чемпион Европы, 9-кратный чемпион Советского Союза, серебряный призёр Олимпиады в Токио и олимпийский чемпион в Мехико[54].

### Достопримечательности
- Портал «Культурное наследие Одинцовского района» Администрация Одинцовского муниципального района. Архивировано из оригинала 28 января 2013 года.
- Памятники архитектуры Одинцовского района Московской области Архивная копия от 14 января 2008 на Wayback Machine
- Сайт Одинцовского благочиния. Информация и фотографии храмов Одинцовского района Московской области. Новости. Видео Архивная копия от 12 ноября 2013 на Wayback Machine
- Храмы Одинцовского района Московской области Архивная копия от 27 сентября 2007 на Wayback Machine
- Храмы Одинцовского района. История. Фотографии Архивная копия от 12 ноября 2013 на Wayback Machine